# 第三大川橋梁 (会津鉄道会津線)

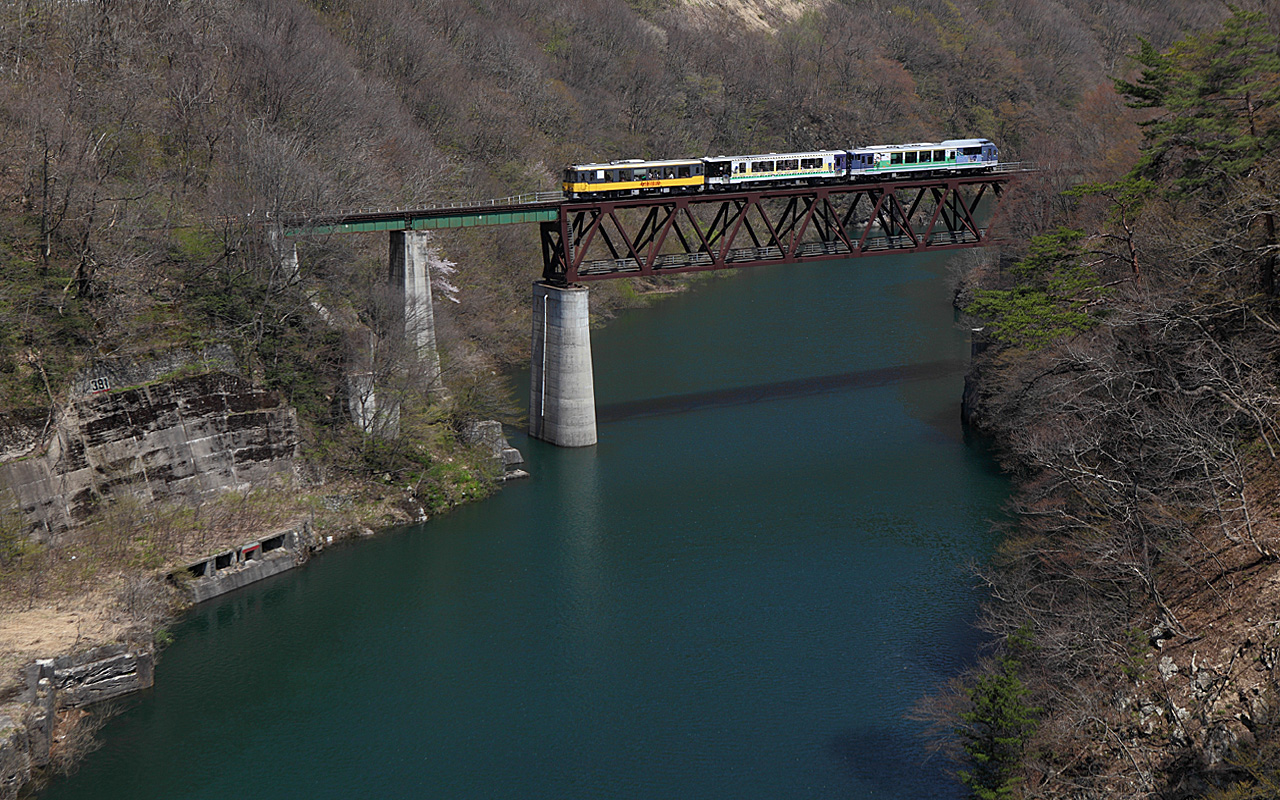
第三大川橋梁を渡る会津鉄道お座トロ展望列車。

第三大川橋梁（だいさんおおかわきょうりょう）は、福島県南会津郡下郷町の阿賀川（大川）に架かる会津鉄道会津線の鉄道橋である。1980年に架け替えられた現在の橋梁は鉄道橋梁として初めて耐候性鋼材が採用されており、同素材を用いた橋梁の先駆けとされている。

## 概要
国鉄会津線（現・会津鉄道会津線）の上三寄駅（現芦ノ牧温泉駅） - 湯野上駅（現湯野上温泉駅）間の延伸工事に伴って1932年（昭和7年）に完成した。桑原駅（現芦ノ牧温泉南駅） - 湯野上駅間の阿賀川（大川）に架かる全長124mの橋梁である。
大川ダム建設による阿賀川（大川）の増水を考慮して、1980年（昭和55年）に現在の橋梁（2代目）に架け替えられた。また、本橋梁は1980年（昭和55年）度の土木学会田中賞（作品部門賞）を受賞している。

## 構造
初代は、単線上路ワーレントラス1連 + 上路プレートガーダー4連の形式である。
2代目は、単線上路ワーレントラス1連 + 上路プレートガーダー4連の形式であり、横河橋梁製作所（現横河ブリッジ）製である。トラスの鋼材には、塗装を必要とせず、年月の経過によって極めて緻密で安定した錆が形成され、それによって錆の進行を阻止する耐候性鋼材が採用された。耐候性鋼材で安定した錆を発生させるには気象条件など様々な制約があったが、架橋地点は適用条件を満たしており、無塗装鋼橋とすることによって将来の塗替えによる保守費を省略することが期待された。但し、高力ボルトによる接合面については安定錆が期待できないため防錆塗料が塗布されている。トラス橋の部材に水が溜まらないように5%の排水勾配が設けられ、斜材は表面積が小さくなるように箱形断面となり、格点部分が密閉構造となって水抜孔が設けられた。結果として橋梁の断面は台形となっている。橋脚の上部には一段高い縁が設けられ、一カ所に水を集めてパイプによって流す構造が取られた。これは、錆汁によって下部構造が汚損することを防止するためである。橋脚は初代のそれを流用しつつ、ダム湖が満水になっても安定して配置できるようにコンクリートを巻いて自重を増加させた上で基礎部にPC鋼線を用いて地山に縫い付けた。
2代目の橋梁に採用された耐候性鋼材は初めて鉄道橋に採用されたものであり、大気暴露試験体を近傍に設置して経年変化の調査や研究ができるようになっている。

## 架替工事
橋梁の架替には高所でトラスの撤去と架設を短期間で行う必要があった。作業は間組(現安藤・間)の施工によって1979年8月から1980年11月まで行われ、1980年11月11日から同月30日までの間は上三寄駅と会津滝ノ原駅(現会津高原尾瀬口駅)の間はバス代行による運休となった。総工費は約4.6億円でうち上部工が約2.4億円、下部工が約2.2億円だった。トラス部分は大阪府堺市にある横河橋梁製作所大阪工場で製作された上で仮組みが行われた。仮組みの解体後に会津若松駅まで貨車で輸送してそこから架橋現場まではトラックで輸送された。現地では、上流側に河床から仮設の桟橋が組まれ、そこで作業が行われた。旧橋は当初移設転用が想定されていたが、移設費用や解体期間などが考慮された結果断念し、橋脚に損傷を与えないように仮設桟橋と反対の方向に落橋させて解体する事となった。落橋は1980年11月14日に行われ、その後に橋脚を改築、横取によって新橋が架設された。

## 周辺
- 国道121号
- 国道118号（国道121号と共用）
- 福島県道347号高陦田島線
- 鶴沼川
- 鶴沼川発電所
- 若郷湖

## その他
会津線旧線は本橋梁の桑原方で分岐し、トンネル（封鎖されているが現存）を通過後、阿賀川（大川）の名所「目覚ガ淵」に架かる第二大川橋梁（廃橋）を渡っていた。